# David Frost (műsorvezető)

David Paradine Frost (Tenterden, Egyesült Királyság, 1939. április 7. – MS Queen Elizabeth, 2013. augusztus 31.) kétszeres Primetime Emmy-díjas angol műsorvezető, újságíró, humorista, író, médiaszemélyiség.

## Pályafutása
Televíziós karrierje már Cambridge-i Egyetemi évei alatt elindult. A That Was The Week That Was politikai szatirikus műsor, úttörője volt az akkori televíziós műsoroknak, melyet 1962-ben és 1963-ban a BBC tűzött műsorra. A politikusok rendszeresen panaszkodtak a BBC vezetésénél, hogy Frost és csapata nevetségessé teszi őket, de a műsor hamarosan kultikussá vált.
A Frost-jelentés (Frost Report), melyet 1966-ban és 1967-ben sugárzott a BBC, 29 epizódot ért meg. David Frost műsorába Ronnie Corbett, John Cleese, Ronnie Barker írtak jeleneteket és szerepeltek a műsorban.
A showbiznisz világából kereste interjúalanyait. Interjút készített a Beatles együttessel, Mick Jaggerrel, Orson Wellesszel, Tennessee Williamsszel, Noël Cowarddal, Muhammad Alival.
Az 1970-es, '80-as és '90-es években politikusok és nemzetközi személyiségek is interjúalanyai lettek. Meginterjúvolt 1964 és 2010 között minden brit miniszterelnököt, 1969 és 2008 között minden Egyesült Államokbeli elnököt.
1977-ben Richard Nixont, a Watergate-botrány ügyében is faggatta, melyről 2008-ban Frost/Nixon címmel film készült. Az interjú a hírtörténelem legnagyobb nézettségét érte el. Továbbá sikerült mikrofonvégre kapnia Mohammad Reza Pahlavi iráni sahot, Huszejn jordán királyt, Golda Meir és Jichák Rabin izraeli miniszterelnököket.
Az 1993 januárjában indult a Reggeli Frosttal (Breakfast with Frost) című politikai műsora 2005-ig futott a BBC News-on. Frost Over the World műsora 2006-tól az Al Jazeera angol nyelvű csatornáján ment.
Rengeteg könyvet írt, több mint 30 filmet illetve műsort produkált. Az évek során nagyjából minden nagyobb televíziós díjat elnyert az Egyesült Királyságban, az Egyesült Államokban és nemzetközi szinten is.

## Magánélete
Kétszer házasodott. Első felesége Lynne Frederick (1981–1982), aki korábban Peter Sellers felesége volt.
Későbbi felesége Lady Carina Fitzalan-Howard (1983–), akitől három fia született.
Vallását tekintve metodista.

## Halála
2013. augusztus 31-én szívrohamban halt meg a MS Queen Elizabeth fedélzetén.

## Díjai
- BAFTA-díj (1967)
- A Brit Birodalom Érdemrendje Tisztikereszt (1970)
- Brit Birodalom Lovagja (1993)
- Sussexi Egyetem tiszteletbeli doktora (1994)
- BAFTA-díj (2004)
- Emmy-díj (Életmű díj: 2009)

## Érdekességek
Pályafutása során, mint újságíró a Concorde repülőgép törzsutasa lett. 20 éven keresztül London és New York között évente átlagosan 20-szor tette meg az utat.

## Magyarul
- Ballépések könyve; ford. Szarka Péter; Cédrus, Bp., 1993